# Vicente Ortega
Vicente Ortega, španski rokometaš, * 11. september 1950.
Leta 1972 je na poletnih olimpijskih igrah v Münchnu v sestavi španske rokometne reprezentance osvojil 15. mesto.